# Gerboise bleue
Gerboise bleue es una película documental escrita y dirigida por el realizador franco-argelino Djamel Ouahab, y producida en 2009.

## Sinopsis
Entre 1960 y 1966, al sur de Reggane (Sahara argelino), Francia realizó cuatro ensayos nucleares a cielo abierto y otros trece subterráneos.
El primero se llamó Gerboise Bleue («Gerbo Azul») y tuvo una potencia cuatro veces superior a la bomba de Hiroshima. Por primera vez, supervivientes franceses y tuareg hablan de su lucha para que reconozcan sus enfermedades, y revelan en qué condiciones se hicieron estas pruebas.
Cincuenta años después, el ejército francés sigue sin reconocer su responsabilidad por los daños ocasionados a las poblaciones expuestas a las radiaciones.

## Festivales de cine
- Festival internacional de cine francófono de Tübingen-Stuttgart 2009.
- Este artículo es una obra derivada de la Ficha de Gerboise bleue del sitio web del Festival de Cine Africano de Tarifa-Tánger (FCAT), con licencia CC BY-SA.